# I. Eystein norvég király
I. Eystein Magnusson vagy Øystein (1088/1089 – 1123. augusztus 29.) norvég király 1103-tól haláláig.
III. Magnus elsőszülött fiaként született, és édesapja halála után két fivérével együtt örökölte a trónt. Mialatt egyik öccse, I. Sigurd keresztes lovagként harcolt a mór kézben levő Spanyolországban és a Szentföldön (1107–11), Eystein kimagasló tehetséggel kormányozta Norvégiát: területeket szerzett Svédországtól, templomokat építtetett (például a Munkeliv-apátságot Bergenben, és előmozdította az ország fejlődését, a közművelődési és közjóléti viszonyokat. Betegségben halt meg 20 évnyi uralkodás után.

## Gyermekei
Eystein Ingebjørg Guttormsdatterrel házasodott össze, aki egy leányt szült férjének:
- Maria Eysteinsdatter[2] ∞ Gudbrand Skavhoggsson

[az ő gyermekük volt Olav Ugjæva, aki 1166-ban trónkövetelőként lépett fel]